# ماركو بريغي
ماركو بريغي (بالإيطالية: Marco Brighi)‏ هو لاعب كرة قدم إيطالي في مركز الوسط، ولد في 5 فبراير 1983 في ريميني في إيطاليا. لعب مع نادي ريميني ونادي لوكيزي ويوفنتوس.

## وصلات خارجية
- ماركو بريغي على موقع قاعدة بيانات كرة القدم.إي يو (الإنجليزية)
- ماركو بريغي على موقع Soccerway.com (الإنجليزية)